# Нарин
Нарин (на киргизки: Нарын; на руски: Нарын) е град в Наринска област, Киргизстан. Според данните от преброяването на населението в Киргизстан от 2009 година в града има 34 882 жители. Нарин е живописно разположен от двете страни на река Нарин, на 2000 м надморска височина. В града има 2 музея и 1 университет. Възниква в близост до търговско укрепление по пътя за град Кашгар.

## География
Нарин е разположен на бреговете на река Нарин в живописната Наринска котловина в центъра на високите Тяншански планини. Средната надморска височина в града е над 2000 м. Градът се намира на главния път Бишкек - Торугартския проход - границата с Китай. Климатът в Нарин е сух и рязко континентален, изразяващ се в прохладно и сухо лято и продължителна студена зима.